# Klaas Posthumus
Klaas Posthumus (1902–1990) was een Nederlands elektrotechnicus die bekendheid kreeg als mede-uitvinder van de magnetron. 

## Levensloop
Op 22-jarige leeftijd behaalde Posthumus aan de Technische Hogeschool Delft het diploma elektrotechnisch ingenieur, met lof. Hierna trad hij in dienst van de N.V. Philips Gloeilampenfabrieken als medewerker in het Philips Natuurkundig Laboratorium. In de jaren 1930-1940 werkte hij aan ultrahoogfrequent-oscillatorsystemen, aan superheterodyne radio-ontvangers, versterkers en meer.
In zijn werkzame leven zette hij meer dan 80 octrooien op naam, hij werd uiteindelijk directeur van de Philips Telecommunicatie Industrie. Zijn alma mater, de Technische Hogeschool Delft verleende hem in 1970 voor zijn wetenschappelijke werk een eredoctoraat.

## Magnetron
Het magnetron, een speciale radiobuis, was al in 1921 uitgevonden (door A.W. Hull), maar werd pas door Posthumus goed begrepen. Van hem is ook het idee van toepassing voor verhitting. 
Posthumus vond voor zijn werkgever Philips eerder al het principe van de tegenkoppeling uit (1927, tegelijk met en onafhankelijk van de Amerikaan Harold S. Black).